# 邦和みなと スポーツ&カルチャー
邦和みなと スポーツ&カルチャー（ほうわみなと スポーツアンドカルチャー、英: HOWA MINATO SPORTS & CULTURE）は、愛知県名古屋市港区港栄一丁目にある複合施設。

## 概要
東邦ガスのグループ会社である東邦ガス不動産開発が運営する複合施設で、通年利用できるスケートリンクや温水プール、ボルダリングジム、カルチャー教室などがある。
フィギュアスケート選手の鈴木明子や山本草太が所属していることでも知られており、2006年（平成18年）から2017年（平成29年）に掛けて、荒川静香などの有名選手を育てたフィギュアスケートコーチの長久保裕が、指導していた仙台のスケートリンクの閉鎖に伴い、同施設の専属コーチとなっていた。
このほか、IJリーグのプロアイスホッケーチーム・名古屋オルクスがホームリンクとしている。

## 施設
- スケートリンク（2011年（平成23年）7月2日にリニューアルオープン）
  - 60m×30m（国際規格）[WEB 1]
  - 収容人数 : 800席[WEB 1]
  - フィギュアスケートやアイスホッケーの競技会場として利用されるほか、アイスショーなども開催されている。
- 温水プール
  - 競泳用プール（25m×7コース）
  - 幼児用プール（8.5m×4.5m、深さ0.6m）
- 体育館
- スタジオ
- 武道場
- ボルダリングジム
- eスポーツ専用ルーム

## 沿革
- 1979年（昭和54年）7月5日 - 邦和土地建物株式会社（現・東邦ガス不動産開発）が邦和スポーツランドとして開業[WEB 5]。
- 1981年（昭和56年）12月 - 邦和スポーツランドみなとアイスリンクを開設[WEB 1]。
- 2018年（平成30年）9月25日 - 同日「まちびらき」の再開発エリア「みなとアクルス」内スポーツゾーンの一角に位置付けられる[WEB 6]。
- 2022年（令和4年）5月14日 - 施設名を「邦和みなと スポーツ＆カルチャー」に変更[WEB 7]。
- 2025年（令和7年）3月1日 - 邦和みなとスポーツ＆カルチャー 体育館棟2階にeスポーツ専用ルームの「邦和みなと eスポーツ」を開設[WEB 8][WEB 9]。

## 所属選手
以下は邦和みなと スポーツ＆カルチャーに所属する、またはかつて所属していたフィギュアスケート選手。
- 鈴木明子
- 山本草太
- 本郷理華
- 横井ゆは菜

## 交通アクセス
- 名古屋市営地下鉄名城線「港区役所駅」下車、徒歩で約3分。

## その他
- 名古屋市港区港楽学区の避難所に指定されている[WEB 2]。
- 漫画『メダリスト』（著者：つるまいかだ）の作中に登場するスケートリンクのモデルになっている[WEB 10]。